# Colorado National Speedway
Der Colorado National Speedway ist eine Motorsport-Rennstrecke etwa 4 km südwestlich der 6000 Einwohner zählenden Kleinstadt Dacono im US-Bundesstaat Colorado. Das zu Füßen der Rocky Mountains liegende, 3/8 Meilen lange Shorttrack-Oval ist die einzige NASCAR-Strecke des Bundesstaates und liegt etwa 38 km nördlich des Stadtzentrums von Denver.

## Geschichte
Die Rennstrecke wurde im Jahr 1965 vom Ehepaar Gene und Gerda Heffley gegründet, um Shorttrack-Rennen in die Region zu bringen.
2019 wurde die Strecke neu asphaltiert.

## Die Strecke
Die Strecke ist 604 Meter lang und weist eine progressive Kurvenüberhöhung von 6° bis 12° auf. Das Infield wird von einem Figure 8-Rennkurs eingenommen. Daher ist dort kein Platz für eine Boxengasse oder ein Fahrerlager, die stattdessen auf der rückwärtigen Außenseite der Strecke angebracht ist. Die Einfahrt befindet sich hinter Kurve 2 und die Wagen können über eine Zufahrt am Ausgang der kurve 4 wieder auf die Strecke zurückkehren. Diese Anordnung stellt ein Hindernis für das Antreten professioneller Rennserien auf der Strecke dar.
Besonders ist dabei, dass es der einzige NASCAR-sanktionierte Kurs in Colorado ist. Die Rennen finden jedes Wochenende von Frühling bis Herbst statt.

## Veranstaltungen
Als erste NASCAR-Rennserie richtete die NASCAR Craftsman Truck Series auf der Strecke drei Jahre lang Rennen aus. Bekannt wurde dabei das Rennen im Jahr 1995, als Butch Miller und Mike Skinner den Sieg um 0,001 Sekunden entschieden. 1998 wechselte das Rennen auf den Pikes Peak International Speedway.
Ab 1995 wurde der Kurs für die NASCAR K&N Pro Series West, die Vorgängerserie der ARCA Menards Series West, zum Austragungsort, 19 Rennen wurden dort gefahren. 2025 soll die Serie wieder dort Rennen austragen. Weitere regionale Serien die dort in der Vergangenheit starteten waren die NASCAR Southwest Series mit 20 Rennen zwischen 1992 und 2006 sowie die NASCAR Midwest Series mit 9 Rennen von 1999 bis 2006.
Aktuell wird der Speedway für wöchentliche Rennen verschiedener lokaler Rennserien, so der Rocky Mountain Legend Racing Association, der Colorado National Speedway - Super Late Model Division und dem Colorado Challenge Cup verwendet. Auch die Spears Southwest Tour Series startet auf der Strecke.